# Difficile da trovare
Difficile da trovare è un album dei Diaframma pubblicato il 24 aprile 2009.

## Tracce
1. Intro – 1:17
2. Coda di paglia – 2:36
3. Dolce insonnia – 5:53
4. Dura madre – 3:47
5. Giovinezza – 2:15
6. Il sogno di te – 6:40
7. La bella e la bestia – 3:03
8. Io sto con te (ma amo un'altra) – 2:23
9. Mi piace perdere – 2:37
10. Perché piangi? – 3:07
11. La vita grigia – 3:49
12. Outro – 1:34

## Curiosità
Nella traccia 6 viene citato l'allora allenatore dell'ACF Fiorentina Cesare Prandelli.

## Formazione
- Federico Fiumani - voce, chitarra
- Lorenzo Alderighi - basso
- Lorenzo Moretto - batteria
- Fabio Marchiori - tastiere, pianoforte